# Phébus (Band)
Phébus ist eine Rock-Gruppe aus Basel, Schweiz.
Die Musik der Gruppe bewegt sich zwischen Rock, Alternative Rock Britpop und Pop. Charakteristisch an der Musik ist die Gesangsstimme von Giuseppe "Giusy" Ariniello und die melodiösen, ruhigen bis brachial lauten Songs.

## Bandgeschichte
Die Band wurde im Jahr 1995 gegründet und erhielt schon im Jahr 1996 den Kulturförderpreis der Kantone Basel-Stadt und Baselland. In diesem Jahr erschien auch ihr Debüt-Album Nepheleen. In den Jahren darauf folgten Konzerte in der Schweiz und in Deutschland, unter anderem auch im Vorprogramm von Fool’s Garden, Saga, den Lovebugs, Bob Geldof und von The Bates.
Im Jahr 2000 veröffentlichte die Band das zweite Album Candid, die Band wurde dabei am Keyboard mit Sala ergänzt. 2002 erschien das dritte Album Songs for Sirens bei EMI, kurz darauf wurde Phébus als Support für Lenny Kravitz im Zürcher Hallenstadion engagiert.
Das bisher letzte Album Iceland Chronicles erschien im Jahr 2006.

## Diskografie
- 1996: Nepheleen (Zytglogge)
- 2000: Candid (RecRec)
- 2002: Songs for Siren (EMI Switzerland)
- 2006: Iceland Chronicles (Edel Music / EMI Switzerland)

## Erwähnenswertes
Der Basler Fotograf Comenius Röthlisberger belegte im Jahr 2000 mit einem Foto von Phébus den 2. Platz des internationalen Fotowettbewerbes des Musikmagazins Rolling Stone.